# Tre sorelle nei guai
Tre sorelle nei guai (titolo originale Where There's a Will) è l'ottavo romanzo giallo di Rex Stout con Nero Wolfe protagonista.

## Storia editoriale
Fu pubblicato in versione ridotta sul numero di maggio 1940 della rivista The American Magazine con il titolo Sisters in Trouble e in formato libro nel giugno dello stesso anno.

## Trama
Le famose sorelle Hawthorne - June, scrittrice e moglie di un importante uomo politico, May, celebre scienziata, e April, attrice di fama mondiale - visitano Nero Wolfe per chiedergli di evitare loro uno scandalo. Dopo aver subito la perdita del fratello Noel, morto in un incidente di caccia tre giorni prima, sono alle prese con uno shock ulteriore nel leggere il testamento del defunto, i cui lasciti creeranno un certo scompiglio una volta resi pubblici. Nonostante le tre sorelle siano concordi nell'accettare le volontà del fratello, sono certe che il testamento verrà contestato dalla loro cognata, Daisy Hawthorne, che non avrà problemi a rivolgersi ad un tribunale. Intendono pagare Wolfe perché persuada il primo beneficiario - una giovane donna a nome Noemi Karn - a rinunciare a gran parte dell'eredità.
L'incontro è interrotto dall'arrivo della vedova. Donna di rara bellezza, Daisy è stata orribilmente sfigurata in un incidente. È oggi nota per il proprio aspetto, contraddistinto da un velo che le ricopre il volto per intero.
Dopo un vivo confronto, Wolfe informa Daisy che sarà considerata a pieno diritto una sua cliente, proprio come le sorelle Hawthorne: l'investigatore negozierà con la signorina Karn a nome di tutte e quattro.
Lo stesso giorno, l'incontro viene interrotto di nuovo. L'ispettore Cramer giunge nella casa di arenaria per informare le sorelle Hawthorne che l'incidente di caccia in cui è rimasto vittima Noel non è stato affatto un incidente. 

### Personaggi principali
- Nero Wolfe: investigatore privato
- Archie Goodwin: suo assistente
- Saul Panzer, Fred Durkin, Orrie Cather e Johnny Keems: investigatori privati
- Fritz Brenner: cuoco e maggiordomo
- April Hawthorne, May Hawthorne, June Hawthorne: le ragazze Hawthorne
- John Charles Dunn: Segretario di Stato, marito di June
- Sara Dunn, Andrew Dunn: figli di John Charles e di June
- Daisy Hawthorne: vedova di Noel Hawthorne
- Glenn Prescott: avvocato della famiglia Hawthorne
- Eugene Davis: socio di Prescott
- Osric Stauffer: assistente di Noel Hawthorne
- Noemi Karn: l'ereditiera
- Celia Fleet: segretaria di April Hawthorne
- Skinner: procuratore distrettuale di New York
- Cramer: ispettore della Squadra omicidi
- Regan: procuratore distrettuale della contea di Rockland

## Critica
"Nel complesso i personaggi maschili (a parte quelli ricorrenti) in questo romanzo sono piuttosto noiosi, ma la maggior parte dei personaggi femminili meritano un romanzo tutto per sé. Le tre sorelle Hawthorne hanno tutte delle personalità spiccate e una dinamica realistica nei rapporti fra loro. Ci sono uno o due dettagli interessanti sulla vedova [...] La figlia della scrittrice e del Segretario di Stato, Sara Hawthorne, attira la mia attenzione ogni volta che lo leggo. [...] Come unica discendente femminile delle leggendarie sorelle, sente il peso delle aspettative di fare qualcosa che sia altrettanto notevole agli occhi del mondo, mentre al tempo stesso è convinta di non essere dello stesso calibro di sua madre e delle zie. Per compensare, cerca strenuamente di essere unica, di lasciare il segno, di distinguersi, più di quanto non abbiano dovuto fare le altre, e nel fare ciò attira le simpatie dei lettori, oltre che di Wolfe e Archie. [...] Abbiamo un ampio e variegato cast di personaggi, una spruzzata di intrigo politico, e Wolfe fuori dall'ufficio per un caso."

## Opere derivate
Un incidente di caccia, episodio della serie televisiva prodotta dalla RAI nel 1969.

## Edizioni
- Rex Stout, Tre sorelle nei guai, traduzione di Gianni Montanari, collana I Classici del Giallo (n. 666), Arnoldo Mondadori Editore, 1992,  p. 191.